# Форт Кент (Мејн)
Форт Кент (енгл. Fort Kent) насељено је место без административног статуса у америчкој савезној држави Мејн.

## Демографија
По попису из 2010. године број становника је 2.488, што је 510 (25,8%) становника више него 2000. године.
| Група             | 2000.         | 2010.         |
| Белци             | 1.912 (96,7%) | 2.338 (94,0%) |
| Афроамериканци    | 10 (0,5%)     | 28 (1,1%)     |
| Азијати           | 19 (1,0%)     | 17 (0,7%)     |
| Хиспаноамериканци | 12 (0,6%)     | 27 (1,1%)     |
| Укупно            | 1.978         | 2.488         |